# Burg Mühlbach

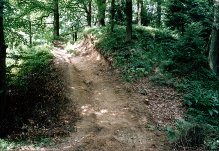
Burg Mühlbach mit einem Bringungsweg (2003)

Die Burg Mühlbach lag 0,8 km nördlich der Burg Kürnberg bzw. 0,7 km südöstlich des Bauernhofes Hackl am Berg in dem Ortsteil Rufling der Gemeinde Leonding im Bezirk Linz-Land von Oberösterreich.

## Geschichte
Die Burg Mühlbach ist mit einer 1910 entdeckten Wehranlage im sogenannten Steyregger Wald am Kürnberg-Westhang identisch (das Erdwerk wurde als „Sperrfeste F“ bezeichnet, in der Heimatforschung ist es, wegen seiner Nähe zum heute nicht mehr bestehenden Bauernhof "Wagner am Berg", auch als „Randbefestigung Wagner am Berg“ geläufig).
1159 werden, anlässlich von Grundstücktauschverhandlungen, ein Konrad von Mühlbach und dessen Bruder Walter als Passauer Ministeriale genannt. In einer Urkunde des Abtes Gebhard II. von Wilhering wird Konrad dann nochmals als Passauer Ministeriale angeführt. Das Wilheringer Stiftsbuch von 1244 bis 1254/57 wiederum erwähnt Konrad als Ministeriale der Wilhering-Waxenberg, möglicherweise gab es ein doppeltes Dienstverhältnis. Konkret scheinen in der Grenzbeschreibung anlässlich eines Grundstücktausches (zwischen dem Kloster Wilhering und Pfarrer Pilgrim von Schönering) Dominus Konrad von Mühlbach sowie dessen Burg auf. Aus dem Tauschvertrag, zwischen Konrad von Mühlbach und dem Kloster zwischen 1189 und 1201 abgeschlossen, geht hervor, dass Konrad seine Güter in Mühlbach und Kürnberg gegen Besitztümer in Durinstetin einwechselt. Nach erfolgtem Tauschhandel taucht Konrad um 1206 unter den Pfarrangehörigen von Gramastetten auf. Seine Linie erbaute dann vermutlich die kleine Burg Mühlberg, die 1270 mit Dietmar von Mühlberg urkundlich erwähnt wird.
Das Ende der Burg Mühlbach am Kürnberg liegt im Dunkel der Geschichte; höchstwahrscheinlich ist die Feste nach dem Grundstückstausch um das Jahr 1200 verlassen worden.

## Burg Mühlbach heute

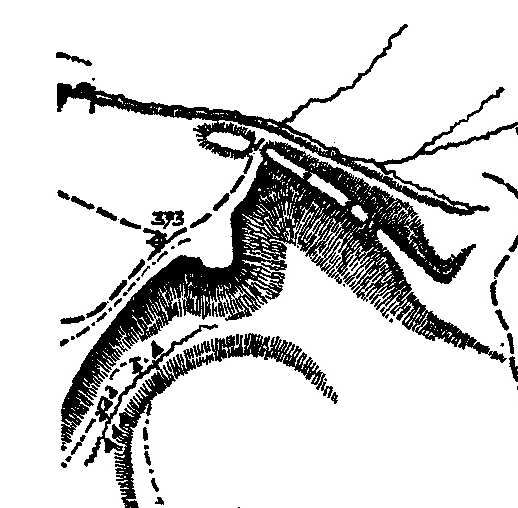
Planskizze der Burg Mühlbach von Ernst Fietz (1934)

Burg Mühlbach befindet sich auf einer markanten Rückfallkuppe oberhalb der Talschlucht des Mühlbaches, der hier als Steyregger Graben bezeichnet wird. Die Burg ist heute als Abschnittsbefestigung auf einem Hangsporn erhalten. Die Größe des Kernwerkes beträgt ca. 50 × 15 m. Im Südosten liegt ein mächtiger, doppelter Wallgraben; im Nordwesten ein einfacher Wallgraben; rund um das Erdwerk liegt eine Hangstufe. Die breite Wallkrone des inneren Walles lässt auf einen einstmals darauf stehenden Turm schließen.
Die Fundstücke stammen aus der Bronzezeit und dem Hochmittelalter. Es kann daher angenommen werden, dass der strategisch bedeutende Platz schon in der Bronzezeit besiedelt bzw. befestigt war.
Die Anlage ist durch eine rezente Forststraße beschädigt.